# روبرت بوتشان
روبرت بوتشان هو مهندس ورائد أعمال كندي، ولد في 1949 في اسكتلندا في المملكة المتحدة.